# Katholische Pfarrkirche Wald am Schoberpaß

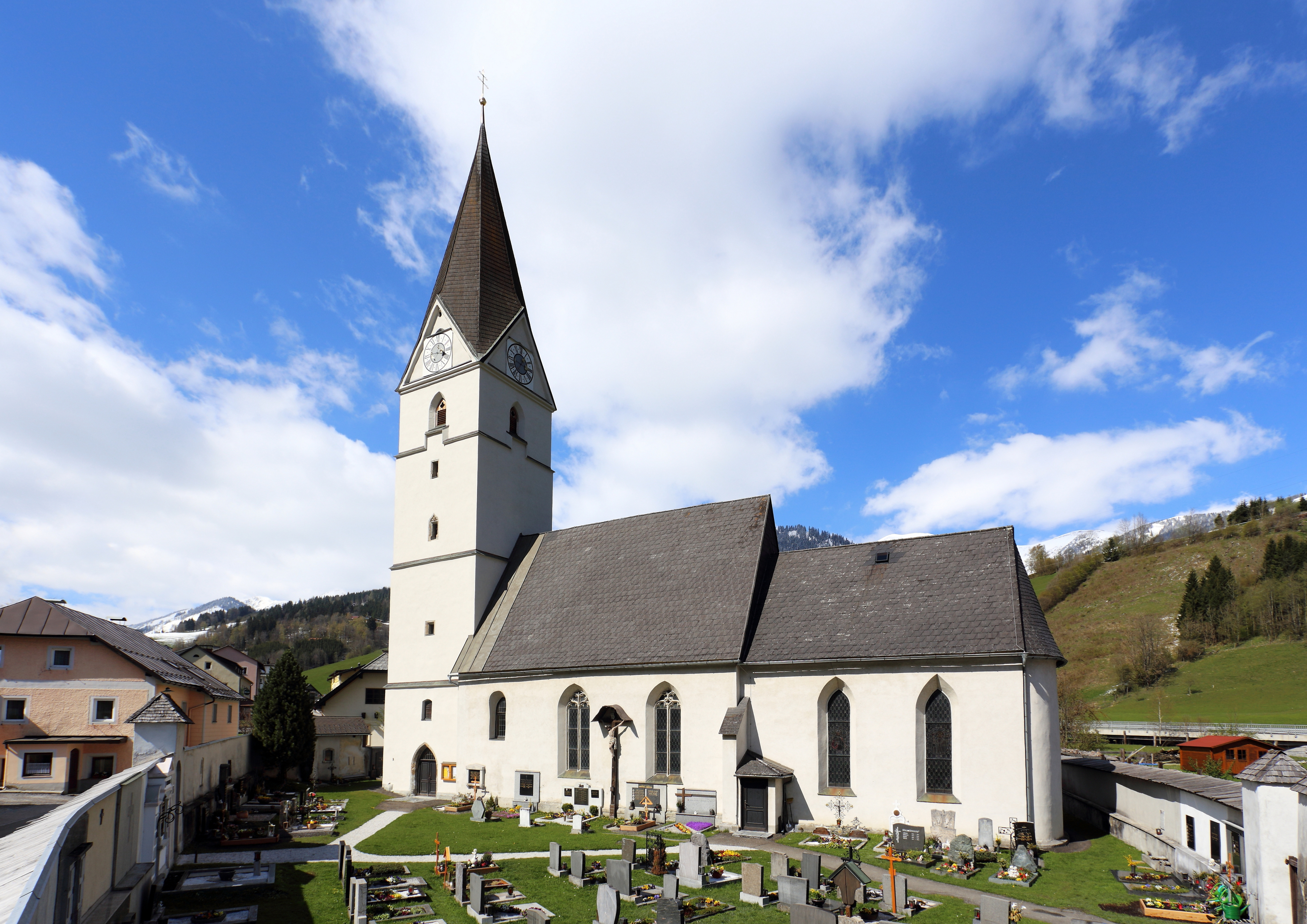
Katholische Pfarrkirche hl. Kunigunde in Wald am Schoberpaß

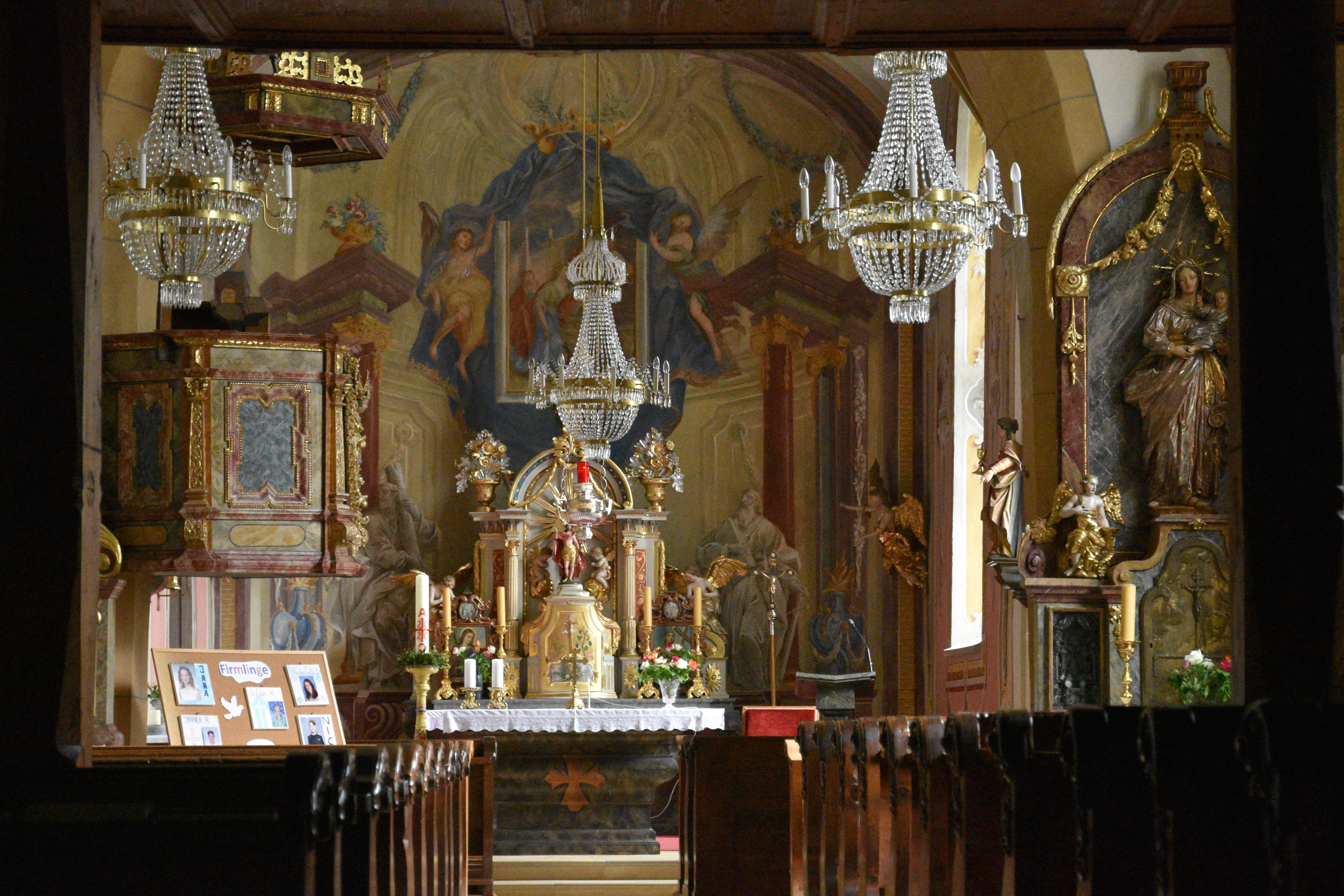
Langhaus, Blick zum Chor

Die römisch-katholische Pfarrkirche Wald am Schoberpaß steht in der Gemeinde Wald am Schoberpaß im Bezirk Leoben in der Steiermark. Die dem Patrozinium der heiligen Kunigunde von Luxemburg unterstellte Pfarrkirche gehört zur Region Obersteiermark Ost (Dekanat Leoben) in der Diözese Graz-Seckau. Die Kirche und der Friedhof stehen unter Denkmalschutz (Listeneintrag).

## Geschichte
Urkundlich wurde 1402 eine Kirche genannt. Die Pfarre wurde 1469 gegründet. Die Kirche ist dem Stift Admont inkorporiert.
Von 1784 bis 1788 wurden der Chor und die Sakristei angebaut. Restaurierungen erfolgten 1896 und 1971/1972.

## Architektur
Der gotische und teils barockisierte Kirchenbau ist von einem ummauerten Friedhof umgeben.
Am nordseitigen Westjoch des Langhauses steht ein aus einem Achteck entwickeltes Treppentürmchen. Die Langhaussüdwand hat zwei gotische zweibahnige Maßwerkfenster, bei den restlichen Fenstern ist das Maßwerk nicht erhalten. Der gotische viergeschoßige Westturm trägt einen achtseitigen Spitzhelm auf vier Dreiecksgiebeln, ein gotisches Fenster südseitig im dritten Geschoß hat einen Kopf mit Maßwerk, die an zwei Seiten offene Turmhalle hatte ursprünglich ein Kreuzrippengewölbe, die Rippen sind entfernt.
Das Kircheninnere zeigt ein dreijochiges Langhaus, beim östlichen Joch ist das gotische Netzrippengewölbe auf Runddiensten auf Wandvorlagen erhalten und in der übrigen Kirche abgeschlagen und teils gemalt. Der eingezogene Triumphbogen ist spitzbogig. Der dreijochige Chor hat zwei westliche gotische Joche unter einem Kreuzrippengewölbe und ein östliches Joch spätbarock und platzlgewölbt mit einem leicht gerundeten Schluss. Die spätbarocke Sakristei nördlich des Chores hat darüber ein Oratorium. Die hölzerne Westempore aus der Mitte des 17. Jahrhunderts hat an der Brüstung eine Bemalung aus 1827.
Die Wandmalereien im Chor schuf Johann Lederwasch 1789 im Chorschluss mit einem gemalten Altarprospekt mit den gemalten Heiligen Andreas und Paulus und einem Einsatzbild hl. Kunigunde. Das Deckenfresko im Ostjoch zeigt die Krönung Mariä. An den beiden Westjochen des Chores gibt es 1972 aufgedeckte spätgotische Malereien aus dem Ende des 15. Jahrhunderts, an der Nordwand die Marter der Zehntausend, Marientod und Passionsszenen, an der Südwand Jüngstes Gericht, hl. Michael und weitere Heilige. An der Langhausnordwand hl. Christophorus und Kreuzigung um 1520. Am Fronbogen befindet sich eine Inschrift für einen reformatorischen Predigtstuhl 1589.

## Einrichtung
Den Hochaltartabernakel und die zwei Seitenaltäre schuf der Bildhauer und Maler Johann Fortschegger. Der hl. Josef am nördlichen Seitenaltar ist neugotisch aus dem Ende des 19. Jahrhunderts.
Die Kanzel um die Mitte des 17. Jahrhunderts zeigt das Wappen des Abtes Urban Weber (1628–1659). Es gibt eine spätgotische Bischofsstatue um 1510/1520 aus dem Umkreis von Lienhard Astl. Die barocken Statuen der Heiligen Barbara und Katharina entstanden in der zweiten Hälfte des 17. Jahrhunderts, die Statue der hl. Dismas um die Mitte des 18. Jahrhunderts. Die Statue des hl. Johannes Nepomuk mit Engeln ist aus dem zweiten Viertel des 18. Jahrhunderts in der Werkstätte des Balthasar Prandtstätter, von ihm sind auch die zwei fliegenden Engel seitlich des Hochaltares.
Im Jahr 1836 wurde eine Orgel mit sechs Registern eingebaut. Orgelbau Dreher & Mertel baute 1920 ein neues Orgelwerk mit neun Registern in das bestehende Gehäuse ein.